# Putsch des généraux
Pour les articles homonymes, voir Putsch d'Alger.
Guerre d'Algérie
Batailles
- Toussaint rouge
- Opération Eckhmül
- Opération Aloès
- Opération Véronique (en)
- Opération Violette
- Massacres d'août 1955 dans le Constantinois
- Opération Timgad
- Bataille d'El Djorf
- Opération Oiseau bleu
- Embuscade de Palestro
- Bataille d'Alger
- Bataille de Bouzegza
- Bleuite
- Bataille de Timimoun
- Bataille des Frontières
- Combat du Fedj Zezoua
- Coup d'État du 13 mai 1958
- Opération Résurrection
- Opération Couronne
- Opération Brumaire
- Plan Challe
- Opération Jumelles
- Semaine des barricades
- Manifestations de décembre 1960
- Putsch des généraux

- Bataille de Bab El Oued
- Fusillade de la rue d'Isly
- Massacre d'Oran

Le putsch des généraux du 21 avril 1961, également appelé putsch d'Alger, est une tentative de coup d'État, fomentée par une partie des militaires de carrière de l'armée française en Algérie, et conduite par quatre généraux cinq étoiles (Maurice Challe, Edmond Jouhaud, Raoul Salan et André Zeller). Ils déclenchent cette opération en réaction à la politique choisie par le président de la République, Charles de Gaulle, et son gouvernement, qu'ils considèrent comme une politique d'abandon de l'Algérie française. Pour sa part, le général Jacques Massu reste à l'écart après s'être vu proposer le rôle de chef.
D'autres généraux participent au putsch, de sorte qu'il est impropre de parler uniquement de « quatre généraux putschistes ». On peut citer par exemple les généraux Paul Gardy et Jacques Faure, mais qui n'avaient pas le grade de généraux d'armée.

## Contexte
Le 8 janvier 1961, par un référendum sur l'autodétermination en Algérie organisé en métropole et en Algérie, les électeurs se prononcent à près de 75 % en faveur de l'autodétermination. Des négociations secrètes sont alors ouvertes entre le gouvernement français de Michel Debré et le Gouvernement provisoire de la République algérienne (GPRA) lié au FLN. Une partie des cadres de l'armée, après avoir mené sept années de combats sous la direction de plusieurs gouvernements depuis le début de la guerre d'Algérie estime être proche de la victoire sur le plan militaire et se sent trahie par le général de Gaulle et son projet d'Algérie algérienne et veut s'opposer par un coup de force aux projets d'indépendance de l'Algérie.
Trois des quatre généraux putschistes sont en poste en Algérie au moment du putsch d'Alger du 13 mai 1958 qui conduit le général de Gaulle au pouvoir. Les slogans d'alors sont « Algérie française, de Gaulle au pouvoir ». Partisans de l'Algérie française, leurs attitudes divergent après 1958 mais ils se retrouvent à l'annonce de l'ouverture des pourparlers avec le FLN et le GPRA alors que l'armée progresse et se sent proche d'une victoire.
Le général Challe remplace le général Salan en décembre 1958 au poste de commandant supérieur Interarmées de l'Algérie à la suite des évènements de mai 1958. Il est rappelé en métropole en mars 1960 au poste de Commandant en Chef Centre-Europe (CINC CENT) à l'OTAN après la Semaine des barricades (24 janvier-1er février 1960). Il démissionne en janvier 1961.
Le général Salan est commandant supérieur Interarmées de l'Algérie depuis 1956 cumulé avec le poste de délégué général du gouvernement depuis le 6 juin 1958 puis il est muté en métropole en décembre 1958; il quitte le service actif le 10 juin 1960. Menacé d'arrestation il s'exile en Espagne en octobre 1960 où il se rallie à l'OAS fondée le 11 février 1961.
Le général Jouhaud est le pied-noir du groupe, né à Bousfer (Oranie). Ancien adjoint de Salan, il est promu chef d'état-major de l'armée de l'air en septembre 1958 en métropole quittant l'Algérie après avoir été très impliqué dans le Coup d'État du 13 mai 1958; il demande sa mise en retraite en octobre 1960.
Le général Zeller est chef d’état-major de l’armée depuis 1955, démissionnaire en février 1956 pour protester sur une baisse des effectifs en Algérie il reprend ses fonctions avec le grade de général d’armée en juillet 1958 jusqu’au 1er octobre 1959 où il passe en deuxième section (réserve). Il écrit dans Carrefour (hebdomadaire) portant la parole du désaccord des militaires avec la politique de de Gaulle.
Le colonel Argoud, ancien chef d'état-major du corps d'armée d'Alger du général Massu, est rappelé en métropole en février 1960. Il est un des principaux organisateurs de la préparation du putsch puis joue un rôle actif sur le terrain.
Le pouvoir gaulliste est bien informé depuis plusieurs mois par la police judiciaire d'Alger et les services de renseignements des intentions de certains militaires. L'année précédente, le 25 janvier 1960, pendant la semaine des barricades, le colonel Antoine Argoud s'est même entretenu avec Michel Debré pour demander un changement de politique, faute de quoi « une junte de colonels » renverserait le gouvernement pour maintenir l'Algérie comme territoire français. La tension étant montée tout au long de l'année 1960, une possibilité de coup d'État est alors dans tous les esprits en particulier au printemps 1961. Du fait de ces signaux, l'École militaire à Paris, l'un des centres du complot, est étroitement surveillée.
Dans sa conférence de presse du 11 avril 1961, le général de Gaulle fait part de sa conviction que l'Algérie sera indépendante, il en parle avec détermination et même cynisme. Son ton est ressenti comme une provocation par les tenants de l'Algérie française.
La veille du putsch, les cabinets de Louis Joxe et Pierre Messmer, respectivement ministres des Affaires algériennes et des Armées, sont informés une nouvelle fois de l'imminence d'un putsch. Constantin Melnik prend les mesures nécessaires pour la sécurité du général de Gaulle.

## Projets politiques

### Les putschistes
L'armée a fait le serment que l'Algérie restera française, cet engagement du général Challe est largement partagé dans l'armée et doit être le motif de ralliement devant l'évolution de la politique algérienne de de Gaulle.
L'objectif, après la prise de contrôle de l'Algérie, commence par sa pacification après la relance d'une offensive définitive sur l'ALN avec la mobilisation des algériens des deux communautés et le renvoi du contingent en métropole ; elle serait suivie de l'obtention du consensus des populations musulmanes au maintien de la France dans une Algérie enfin pacifiée. Devant ce succès le général de Gaulle devra se soumettre ou se démettre.
Les moyens sont de mobiliser rapidement certains régiments pour contrôler Alger, obtenir les ralliements promis des autres provinces algériennes et les soutiens des officiers de métropole : école militaire, école saint Cyr, régiments de Toulouse, de Montauban, d'Orléans et de Rambouillet, le général Vanuxem promettant le soutien de régiment en garnison en Allemagne, tenir à l'écart les populations civiles en raison de la crainte de débordement comme pendant la Semaine des barricades, s'appuyer sur le principe que l'armée ne tire pas sur l'armée.

### Le général de Gaulle
Dès le 5 septembre 1960 de Gaulle dans une conférence de presse évoque une Algérie algérienne mais étroitement unie à la France,. Le 11 avril 1961 dans une conférence de presse de Gaulle évoque l'hypothèque diplomatique, et militaire (477 000 militaires en Algérie en 1961) que constitue le conflit algérien et le poids économique : « L'Algérie nous coûte plus qu'elle nous rapporte », il conclut « la décolonisation est notre intérêt et par conséquent notre politique ».
Dégager l'armée de ses missions civiles, lui enlever sa capacité d'intervenir sur la scène politique et après la fin du conflit algérien la redéployer en métropole et à l'international dotée de forces d'intervention et de la dissuasion nucléaire, telle est la mutation débutée avant le putsch qui s'accélère à la suite de ces évènements.
Pour faire face aux évènements, la fermeté affichée par le général de Gaulle dans son discours du dimanche 23 avril qui délie du devoir d'obéissance à l'autorité militaire et fait basculer les nombreux indécis, celle de son gouvernement et de Michel Debré son premier ministre permettant une mobilisation d'union nationale à Paris et en métropole et le recours à l'article 16 permettent la bascule du putsch et à de Gaulle de mettre en œuvre les réformes qu'il estime nécessaire à la grandeur de la France.

### L'anticommunisme
Une idée forte réunit les différents protagonistes, putschistes et sympathisants, gaullistes, et opinion internationale (Espagne et États-Unis) : l'anticommunisme – nous sommes en effet à l'époque de la Guerre froide. Le FLN s'est rapproché de l'Union soviétique et reçoit son soutien. L'armée tire les leçons de la Guerre d'Indochine et développe la notion de Guerre révolutionnaire, Pierre Messmer avant le référendum de 1961 dit que la mission de l'armée est de combattre les Fellagas pour « empêcher l'Algérie de basculer vers l'est et de devenir l'Algérie soviétique ».

## Putschistes, indécis et loyalistes, l'armée de conscription tenue à l'écart
La grande majorité des cadres de l'armée en Algérie partage les opinions des putschistes mais reste réservée sur une participation active tant à cause de son impréparation que pour sa nature insurrectionnelle. Dans les jours qui ont précédé le 22 avril un nombre inhabituel de colonels se trouve en permission, des commandants de base aérienne sont en métropole, certains après avoir hésité restent loyalistes (général de Pouilly) ou se tiennent à l'écart après avoir participé à la préparation de l'opération (colonel Brothier), jugeant que les chances de réussite sont minces,.
L'armée française en Algérie française est divisée en deux entités très différentes : les réserves générales et les troupes de secteur, soit plus de 477 000 hommes au total en 1961, dont 33 000 officiers. Aucune unité de secteur ne participe au putsch.
Dans les réserves générales, à la Légion, seuls 3 régiments sur 10 (11 si on compte le groupe des unités sahariennes) suivent le général Challe. À la 10e division de parachutistes, 2 régiments sur 7 (1er REP du commandant Denoix de Saint Marc et 9e RCP du colonel Brechignac) participent à l'action mais 6 sur 7 se déclarent d'accord. À la 25e division parachutiste, 5 régiments sur 7 s'engagent (1er RCP du colonel Plassard, 14e RCP du lieutenant-colonel Lecomte, 18e RCP du lieutenant-colonel Masselot, 2e REP du commandant, par intérim, Cabiro, 8e RPC du colonel Lenoir). À la 11e division d'infanterie, pas un seul des cinq régiments ne bouge.
Pour les unités hors division, le 1er REC du lieutenant-colonel de La Chapelle, le groupement de commandos parachutistes du commandant Robin, les commandos de l'air du lieutenant-colonel Emery se rallient aux mutins, ainsi que d’autres unités : le 5e REI du commandant Camelin, le 27e dragons du colonel Puga, le 7e RTA, le 1er RIMa du commandant Lousteau, le 94e régiment d'infanterie du colonel Parizot. Au total, malgré les défections, Challe dispose de 25 000 hommes.
La marine, sous le commandement du vice-amiral Querville également préfet maritime, reste loyaliste, l'amirauté devient le point de ralliement des opposants au putsch, elle assure le retour de huit cents appelés du contingent libérables et quitte Alger sous contrôle du putsch pour le port de Mers el-Kébir. Les forces de maintien de l'ordre se cantonnent à une position de neutralité, elles ne s'opposent pas aux mouvements des troupes putschistes mais n'apportent pas leur concours malgré certaines manifestations de sympathie. L'administration préfectorale, qui depuis 1960 détient des compétences civiles qui étaient dévolues à l'administration militaire en Algérie, reste légaliste.
En métropole, en Allemagne et outre-mer beaucoup d'officiers sont favorables au putsch. Le choix de Challe et l'arrestation le samedi matin du « complot de Paris », état-major sous la direction du général Faure, empêche la mobilisation et la participation active des régiments prévus. Les forces de l'ordre métropolitaines obéissent sans réserve, leurs syndicats (préfecture de police, police nationale, CRS) publient un texte où ils s'engagent « à défendre avec le plus grand courage les institutions démocratiques de la France ».

## Déroulement

### La veille du putsch (21 avril)
Le général Challe arrive à Alger dès le jeudi 20 avril par un vol depuis la base de Creil en Noratlas avec la complicité du général Nicot, chef d'état major de l'armée de l'air et conseiller de Michel Debré et du général Bigot, commandant la 5e région aérienne (Alger), en compagnie du général Zeller et du lieutenant-colonel Broizat. Il est rejoint par le général Gardy et le colonel Godard qui ont pris un vol régulier d'air Algérie et par le général Jouhaud ; ils ont été précédés quelques jours avant par le colonel Lacheroy et le colonel Gardes venus finaliser les contacts avec les soutiens promis et les plans d'actions ; l'état-major du complot est en place,.
En Algérie la sécurité militaire informe les autorités de l'imminence d'un putsch confirmé par le général Simon prévenu dans l'après-midi par un conjuré. Des mesures sont prises (plan Jupiter) mais les moyens sont limités et les délais courts. Le général Gambiez, commandant en chef interarmées, téléphone au général Saint-Hillier, commandant la 10e DP, dinant avec Hélie de Saint Marc, commandant par intérim le 1er REP : « Mon général, vous pouvez être tranquille ».
En métropole, le général de Gaulle assiste avec Léopold Sédar Senghor à une présentation de Britannicus, Jacques Foccart, secrétaire général aux Affaires africaines et malgaches, précise qu'il est averti pendant l'entracte de ce complot, une cellule de crise est constituée. Ce n'est pas la première alerte.

### Samedi22 avril
Dans la nuit, à 2 h du matin, le 1er régiment étranger de parachutistes (REP) sous les ordres d'Hélie Denoix de Saint-Marc, commandant par intérim du régiment et le groupement des commandos parachutiste de l'air (CPA 40) sous les ordres du commandant Robin, s’emparent en trois heures des points stratégiques d'Alger, notamment du Gouvernement général d'Alger, du palais d'été, de l’hôtel de ville, de la caserne Pélissier, de la radio et de l’aéroport d'Alger. La seule victime de l'opération est le maréchal des logis Pierre Brillant, abattu en défendant le transmetteur radio d'Ouled Fayet.
Les généraux du cadre de réserve André Zeller, Maurice Challe, Edmond Jouhaud et Paul Gardy, secondés par les colonels Antoine Argoud, Jean Gardes, Charles Lacheroy, Joseph Broizat, prennent le contrôle d'Alger. Challe critique la « trahison et les mensonges » du gouvernement envers les Algériens qui lui ont fait confiance et annonce que :

« Le commandement réserve ses droits pour étendre son action à la métropole et reconstituer un ordre constitutionnel et républicain gravement compromis par un gouvernement dont l'illégalité éclate aux yeux de la nation. »

Radio-Alger renommée Radio-France, animée par André Rossfelder, annonce à 7 h du matin à la population d'Alger : « l'armée a pris le contrôle de l’Algérie et du Sahara […] L'Algérie française n'est pas morte […] Vive l'Algérie française pour que vive la France ». Le délégué général du gouvernement en Algérie, Jean Morin, le ministre des Transports, Robert Buron, le général Gambiez, le général Vésinet, général de corps d'armée d'Alger, le général Saint-Hillier et un certain nombre d'autres représentants des autorités civiles et militaires sont arrêtés, ils seront transférés à In Salah le dimanche 23 avril au soir. Jean Morin, arrêté après l'investissement du palais d'été par les parachutistes, a cependant la possibilité d'appeler Michel Debré, premier ministre et Louis Joxe, ministre des affaires algériennes, et les met au courant de la situation à Alger, il contacte également différents responsables civils et militaires, le standard téléphonique ne sera découvert qu'au petit matin. Il permet ainsi la réaction du général de Gaulle et du gouvernement.
Un peu plus tard, Challe s’exprime sur la radio d’Alger :

« Je suis à Alger avec les généraux Zeller et Jouhaud, et en liaison avec le général Salan [alors en exil volontaire en Espagne] pour tenir notre serment, le serment de l’armée de garder l’Algérie pour que nos morts ne soient pas morts pour rien. Un gouvernement d’abandon […] s’apprête aujourd’hui à livrer définitivement l’Algérie à l’organisation extérieure de la rébellion. […] Voudriez-vous que Mers el-Kébir et Alger deviennent des bases soviétiques ? […] L’armée ne faillira pas à sa mission et les ordres que je vous donnerai n’auront jamais d’autres buts. »

Cette déclaration est suivie de la diffusion d'un ordre du « commandement militaire » instituant l'état de siège. Les européens d'Alger pavoisent. Francine Dessaigne rapporte dans son livre« Dans la rue, les gens se congratulent et les soldats sont fêtés […] Nous nous sentons revivre, libérés d'un poids, et nous croyons à la fin de nos souffrances ».
Le samedi, les putschistes contrôlent Alger et sa région, ont pris les commandements militaires, les premiers objectifs sont remplis.
Mais la progression du putsch est entravée : le ralliement escompté des régions militaires d'Oran et de Constantine n'est pas confirmé. Le général Gardy nommé par Challe commandant du corps d'armée pour l'Oranie et le colonel Argoud partent pour Oran pour contrôler le général de Pouilly, général du corps d'armée d'Oran et Zeller va à Constantine convaincre son ami le général Gouraud hésitant.
À Paris, la police arrête dès 6 h du matin le général Jacques Faure, six autres officiers et quelques civils impliqués dans le « complot de Paris » prévu pour relayer en métropole le putsch. Elle met ainsi la main sur les plans et contacts de la partie métropolitaine de l'insurrection. Des officiers de réserves rassemblés dans les forêts d'Orléans et de Rambouillet sont dispersés.
Dès 7 h 45 de Gaulle reçoit Louis Joxe, ministre des affaires algériennes qu'il dote des pleins pouvoirs, et le général Olié, chef d'état-major investi du commandement de l'armée en Algérie, ils s'envolent aussitôt en Caravelle pour une mission à risque en Algérie. Ils atterrissent à Oran et se rendent à Mers el-Kébir pour rencontrer l'amiral Querville et le général de Pouilly, général du corps d'armée d'Oran. Ils se rendent ensuite à la base de Teleghma pour rencontrer à Constantine le général Gouraud, général du corps d'armée de Constantine qui a promis son soutien à Challe. L'entretien se poursuit par un dîner pendant lequel Gouraud subit par téléphone la pression pour les arrêter. Après une nuit à Teleghma ils quittent la base au petit matin juste avant sa prise de contrôle par le 6e RPIMA, la Caravelle essuiera quelques tirs de son avant-garde, ils se rendent ensuite à Bône-les-Salines voir les généraux Fourquet, commandement aérien tactique de Constantine, et Ailleret, région nord-est Constantine, tous les deux opposés au putsch. Ils rejoignent la métropole et rendent compte à de Gaulle dès 12 h 15,.
Lors du Conseil des ministres à 17 h, de Gaulle, serein, déclare : « Ce qui est grave dans cette affaire, Messieurs, c’est qu’elle n’est pas sérieuse », Philippe de Gaulle rapporte que cette sérénité est surtout apparente et n'est pas partagée par son entourage. L’état d’urgence est décrété. Les partis de gauche, les syndicats et la Ligue des droits de l’homme appellent à manifester « l’opposition des travailleurs et des démocrates au coup de force d’Alger ».

### Dimanche23 avril
Salan arrive d’Espagne accompagné de Jean-Jacques Susini, il revendique la responsabilité politique et souhaite armer les activistes civils. Challe, malgré son isolement croissant, refuse. Alger est pavoisé, trente huit conseillers municipaux du Grand Alger et vingt conseillers généraux publient leur loyauté en faveur des généraux.
En métropole règne un certain désarroi. En dehors des régiments identifiés une incertitude pèse sur ceux qui pourraient basculer à la faveur de la sympathie que le mouvement suscite. Dans les allées du pouvoir, malgré la situation, les bureaux sont déserts, signe d'un certain attentisme.
L'opinion publique, elle, se mobilise contre le putsch. Les syndicats (CGT, CFTC, FEN, UNEF) appellent une grève nationale d'une heure le lundi 24 avril après-midi : « La riposte des travailleurs au coup de force des généraux factieux », FO rejoint cette action. L'ensemble des partis politiques, sauf les indépendants appelle à rejoindre le mouvement. La difficulté de la gauche est de montrer son opposition au coup d'état, son attachement au fonctionnement démocratique et pour certains leur engagement pour le mouvement de décolonisation, sans pour autant soutenir l'ensemble de la politique de de Gaulle.
À 20 h, le président Charles de Gaulle, vêtu de son uniforme de général, paraît à la télévision et prononce un discours appelant les soldats d'Algérie, les Français, d'Algérie ou de métropole, à refuser le coup d'État ; il informe également des mesures qu'il prend :
« Un pouvoir insurrectionnel s'est établi en Algérie par un pronunciamento militaire. Les coupables de l'usurpation ont exploité la passion des cadres de certaines unités spéciales, l'adhésion enflammée d'une partie de la population de souche européenne égarée de craintes et de mythes, l'impuissance des responsables submergés par la conjuration militaire. Ce pouvoir a une apparence : un quarteron de généraux en retraite ; il a une réalité : un groupe d'officiers partisans, ambitieux et fanatiques. Ce groupe et ce quarteron possèdent un savoir-faire limité et expéditif, mais ils ne voient et ne connaissent la nation et le monde que déformés au travers de leur frénésie. Leur entreprise ne peut conduire qu'à un désastre national ; car l'immense effort de redressement de la France, entamé depuis le fond de l'abîme, le 18 juin 1940 ; mené ensuite en dépit de tout, jusqu'à ce que la victoire fût remportée, l'Indépendance assurée, la République restaurée ; repris depuis trois ans, afin de refaire l'État, de maintenir l'unité nationale, de reconstituer notre puissance, de rétablir notre rang au dehors, de poursuivre notre œuvre outre-mer à travers une nécessaire décolonisation, tout cela risque d'être rendu vain, à la veille même de la réussite, par l'odieuse et stupide aventure d'Algérie. Voici que l'État est bafoué, la nation bravée, notre puissance dégradée, notre prestige international abaissé, notre rôle et notre place en Afrique compromis. Et par qui ? Hélas ! Hélas ! Hélas ! Par des hommes dont c'était le devoir, l'honneur, la raison d'être de servir et d'obéir. Au nom de la France, j'ordonne que tous les moyens, je dis tous les moyens, soient employés partout pour barrer la route à ces hommes-là, en attendant de les réduire. J'interdis à tout Français, et d'abord à tout soldat, d'exécuter aucun de leurs ordres. L'argument suivant lequel il pourrait être localement nécessaire d'accepter leur commandement, sous prétexte d'obligations opérationnelles ou administratives, ne saurait tromper personne. Les chefs, civils et militaires, qui ont le droit d'assumer les responsabilités sont ceux qui ont été nommés régulièrement pour cela et que, précisément, les insurgés empêchent de le faire. L'avenir des usurpateurs ne doit être que celui que leur destine la rigueur des lois. Devant le malheur qui plane sur la Patrie et devant la menace qui pèse sur la République, ayant pris l'avis officiel du Conseil constitutionnel, du Premier ministre, du Président du Sénat, du Président de l'Assemblée nationale, j'ai décidé de mettre en œuvre l'article 16 de notre Constitution. À partir d'aujourd'hui, je prendrai, au besoin directement, les mesures qui me paraîtront exigées par les circonstances. Par là même, je m'affirme en la légitimité française et républicaine qui m'a été conférée par la nation, que je maintiendrai quoi qu'il arrive, jusqu'au terme de mon mandat ou jusqu'à ce que viennent à me manquer soit les forces, soit la vie, et que je prendrai les moyens de faire en sorte qu'elle demeure après moi. Françaises, Français ! Voyez où risque d'aller la France par rapport à ce qu'elle était en train de redevenir. Françaises, Français ! Aidez-moi ! »
Conformément à l'article 16 de la Constitution de la Cinquième République française, après l'accord du conseil constitutionnel, le général de Gaulle se saisit des pleins pouvoirs. L'article 16 reste en vigueur jusqu'au 29 septembre 1961.
« Cinq cent mille gaillards munis de transistors », comme dira le général de Gaulle à propos du contingent, ont entendu son appel à l'obéissance et à l'aide ainsi que son interdiction d'obéir aux officiers rebelles. Des unités d'appelés refusent d'obéir aux ordres des mutins (2e et 8e RPIMA), certaines se soulèvent à leur tour et arrêtent les officiers putschistes en leur sein (14e BCA).
À 23 h 45, le premier ministre Michel Debré apparaît à la télévision, il dramatise la situation en évoquant un projet d'opération aéroportée sur la région parisienne par les putschistes, il appelle la population « toute entière » à se mobiliser et en particulier à se rendre sur les aéroports « à pied ou en voiture », « dès que les sirènes retentiront », pour « convaincre des soldats trompés de leur lourde erreur »,.

### Lundi24 avril
En métropole et plus particulièrement dans la région parisienne, les putschistes d'Alger doivent composer avec une forte mobilisation populaire. Toute la nuit, des volontaires se présentent au ministère de l'intérieur ; ils viennent non seulement des mouvements gaullistes mais également de mouvements de gauche, et sont organisés en « groupe de défense civile et de soutien au général de Gaulle ». Si des équipements militaires sont distribués, surpris de la présence de mouvements appartenant à la gauche, Jacques Dauer déclare qu'aucune munition n'est distribuée. Des regroupements s'organisent comme à l'usine Renault de Boulogne-Billancourt (syndicats et Pierre Dreyfus) ou à la gare de l'est (CGT) ; ils réclament aussi des munitions,. Le soir, le palais Bourbon, abritant l'Assemblée nationale, est gardé par 12 chars Sherman appartenant au groupement blindé de gendarmerie mobile.
La grève de 17 h à 18 h rassemble près de dix millions de travailleurs. l'état d'urgence est prolongé, le blocus de l'Algérie est maintenu.
En Algérie, pour les putschistes, le mouvement s'épuise. Sur le plan des forces militaires le général Bigot, commandant de l'air en Algérie, est de moins en moins suivi, des Noratlas et des Mystères IV sont rapatriés en métropole. Dans le Constantinois les volte-face du général Gouraud, commandant le corps d'armée, le prive de tout crédit. Dans l'Oranie le général de Pouilly dit au colonel venant l'arrêter « cette aventure est sans issue », parti s'expliquer à Alger avec Challe, il est arrêté par Zeller mais son corps d'armée reste sous le contrôle de son second. Dans l'Algérois la 13e DBLE refuse de marcher sur le PC à Médéa du général Arfouilloux. Les appelés du contingent ont entendu le message du général de Gaulle et des leaders syndicaux (UNEF) les encourageant à la désobéissance aux officiers putschistes.
Cinquante à cent mille Algérois se rassemblent sur le forum écouter une dernière intervention à la tribune des quatre généraux. Des soutiens d'élus musulmans parviennent encore : le député Chérif Sid Cara, lui-même putschiste en 1958, en tant que président du conseil général d'Oran, publie avec vingt autres conseillers généraux un communiqué de soutien le 24 avril 1961 aux putschistes. Ils y « saluent avec ferveur l’aube d’une Algérie définitivement française, gage évident d’une fraternité réelle », et « présentent l’hommage profondément ému de leur reconnaissance à l’armée française et à ses chefs dont ils se déclarent totalement solidaires ».
Devant cette situation l'état-major du putsch est divisé : Challe, Georges de Boissieu et Bigot sont persuadés de l'échec du mouvement et souhaitent y mettre un terme et en limiter les conséquences, d'autres sont partisans d'une radicalisation en armant les milices et en pratiquant une justice sommaire face aux traîtres et indécis et poussent Salan à prendre la direction.

### Mardi25 avril
Le gouvernement français ordonne, ce matin là, la mise à feu de la quatrième bombe (Gerboise verte) du programme d'essais nucléaires de Reggane. Cet essai, prévu de longue date pour le mois d'avril, est maintenu et, peut-être, précipité pour éviter que l'engin ne tombe dans les mains des généraux putschistes devenant un élément de chantage,. La base de Reggane est sous l'autorité de Paris mais aussi du général Mentré, commandement interarmées au Sahara, favorable au putsch, et du général Thiry, ami de Challe, resté fidèle au gouvernement ; ce tir montre que les ordres venant de la métropole sont exécutés.
En métropole, la mobilisation, qui prend la forme de débrayages et manifestations, reste vive aux cris de « Le fascisme ne passera pas ».
À la mi-journée le général Mentré et le général Gouraud déclarent leur allégeance à l'autorité légitime du chef de l'État.
Le soir, le général Challe apparait une dernière fois au balcon du gouvernement général devant 3 000 Algérois chantant La Marseillaise sur le forum, le micro est en panne.
Sur le bureau de Pierre Messmer, ministre des armées, en fin d'après-midi les télégrammes de chefs de corps clamant leur fidélité s'accumulent : « Monsieur le ministre, voilà quatre jours que l'on rêve, ils sont tous fidèles », déclare son aide de camp.
La radio est reprise à 23 h 30 par les gendarmes mobiles mais André Rossfelder parvient à fuir.

### Mercredi26 avril
Progressivement, les troupes ayant suivi les généraux se rendent. Les insurgés se retirent avec les parachutistes du 1er REP à Zéralda à 30 km d’Alger salués par une foule avec des fleurs aux cris de « Vive l'Algérie française ». Le commandant Denoix de Saint-Marc, qui avait le premier suivi les généraux, se constitue prisonnier et négocie la reddition du général Challe aussitôt transféré en métropole. Zeller disparaît dans les rues d'Alger, il se rend quelques jours plus tard. Les généraux Salan et Jouhaud, les colonels Argoud, Godard, Gardes et le capitaine Sergent entrent en clandestinité et rejoindront l'OAS.
Le putsch a échoué, mais l'article 16 reste en vigueur pendant cinq mois pour éviter tout nouveau soulèvement et permettre les réformes de l'État prévues par de Gaulle.

## Sanctions militaires
Le groupement des commandos de l'air ainsi que trois régiments ayant pris part au putsch (1er régiment étranger de parachutistes, 14e régiment de chasseurs parachutistes et du 18e régiment de chasseurs parachutistes) sont dissous par ordre du chef de l'État. L'état-major d'autres régiments est dissous et reconstitué : 1er et 9e RCP, 2e, 3e et 8e RPIMA.
Après le putsch, 220 officiers sont relevés de leur commandement, 114 sont traduits en justice, 83 finalement condamnés. 
En outre, le ministre des Armées Pierre Messmer dresse une liste d'officiers et de sous-officiers à placer « en congé spécial », c'est-à-dire à mettre à la retraite d'office. Ces officiers et sous-officiers n'ont pas participé directement au putsch mais ont ouvertement pris parti en faveur du mouvement : 425 officiers et 111 sous-officiers pour l'Armée de terre ;  11 officiers et 40 sous-officiers pour la Marine ;  77 officiers et 192 sous-officiers pour l'Armée de l'air ; 12 officiers et 227 sous-officiers pour la Gendarmerie ; 11 officiers et 7 sous-officiers pour la Délégation à l'armement. Soit un total de 536 officiers et 577 sous-officiers.
Par ailleurs, environ un millier d'officiers hostiles à la politique du gouvernement ou par solidarité avec les putschistes démissionnent de leur propre chef à cette période, soit 3 % des officiers d'active de l'armée française.

## Procès et amnisties
Le Haut Tribunal militaire condamne Maurice Challe et André Zeller à 15 ans de réclusion. Ils sont amnistiés et réintégrés dans leurs dignités militaires sept ans plus tard. Salan et Jouhaud entrent dans la clandestinité et poursuivent leur action au sein de l'OAS que Salan dirige avec Jean-Jacques Susini secondé par Jouhaud pour le secteur d'Oran et que rejoignent les partisans acharnés de l’Algérie française qu'ils soient civils ou militaires. Arrêté le 24 mars 1962 Jouhaud est condamné à la peine de mort, Salan arrêté le 20 avril 1962, qu'on s'attend à voir condamné à la même peine, est défendu par l'avocat et homme politique maître Tixier-Vignancour qui, en mettant en cause la politique algérienne de de Gaulle, sauve sa tête. L’exécution de Jouhaud est suspendue la veille sous la pression de Jean Foyer et de plusieurs membres du gouvernement (Georges Pompidou, Pierre Sudreau, Valéry Giscard d'Estaing, Louis Joxe, Pierre Messmer, Edgard Pisani). Georges Pompidou met sa démission en jeu en avançant l'argument que cette exécution serait une faute aussi grave que celle du Duc d'Enghien. Les condamnations pénales sont effacées par la loi d'amnistie de juillet 1968.
Les généraux putschistes encore vivants sont réintégrés dans l'armée (corps de réserve) en novembre 1982, par une loi d'amnistie. Avec le soutien du président du groupe Pierre Joxe, les 311 députés socialistes votent contre l'avis du gouvernement un amendement écartant du bénéfice de la loi les officiers ayant pris les armes contre la République. Le 23 novembre 1982, Pierre Mauroy engage alors la responsabilité du gouvernement sur ce texte contre lequel aucune motion de censure n'est déposée. Les généraux amnistiés sont Raoul Salan et Edmond Jouhaud, ainsi que six généraux ayant joué des rôles moins importants :
- Pierre Bigot, commandant de la 5e région aérienne, libéré en 1965, décédé le 11 janvier 2008[49] ;
- Jacques Faure, représentant des putschistes à Paris (complot de Paris), libéré en 1966, décédé le 9 avril 1988 ;
- Michel Gouraud, commandant le corps d'armée de Constantine, libéré en 1965, décédé le 20 mars 1991 ;
- Gustave Mentré, commandant interarmées au Sahara (condamné avec sursis et mis à la retraite), décédé le 14 octobre 1975 ;
- Jean-Louis Nicot, major général de l’Armée de l'air, il n’avait pas voulu organiser la protection de la métropole contre une possible opération aéroportée des putschistes, libéré en 1965, décédé le 29 août 2004 ;
- André Petit, il avait accepté le commandement du corps d'armée d’Alger, libéré en 1964, décédé en 1999[50].

## Bilan
Cet échec du putsch conclut le sursaut au grand jour de ceux qui, dans l'armée, sont partisans de l'Algérie française et s'opposent à la solution politique entreprise et, ce, au nom d'un engagement pris auprès des européens d'Algérie et des populations qui se sont engagées aux côtés de la France. Les accords d'Évian sont signés moins d'un an plus tard. Certains, militaires et civils, poursuivent une action clandestine avec l'OAS. Le général de Pouilly, resté légaliste, témoigne au procès de Raoul Salan :

« Monsieur le Président, j’ai choisi une direction tout à fait différente de celle du général Salan ; j’ai choisi la discipline ; mais choisissant la discipline, j’ai également choisi de partager avec mes concitoyens et la nation française la honte d’un abandon. Pour ceux qui n’ont pas pu supporter cette honte, peut-être l’histoire dira-t-elle que leur crime est moins grand que le nôtre. »

Les opinions favorables aux thèses des tenants de l'Algérie française et la sympathie dont bénéficient les participants persistent dans l'armée et dans une partie de l'opinion publique de nombreuses années après. Les laissés-pour-compte de ces évènements, et de ceux qui ont suivi, sont cités dans la proclamation initiale de Challe du 22 avril :

« Voudriez-vous renier vos promesses, abandonner nos frères musulmans et européens, abandonner nos cadres, nos soldats, nos supplétifs musulmans à la vengeance des rebelles. »

Le massacre des harkis et de leurs familles après l'indépendance est évalué à 60 000 à 80 000 victimes et le rapatriement des Français d'Algérie concernera, selon les sources, de 400 000 à 800 000 personnes.
Pour Pierre Abramovici, le putsch est largement exploité par l'exécutif. Le général de Gaulle dramatise la situation afin de créer autour de sa personne un consensus populaire, près d'un million de personnes iront dans la rue pour le soutenir, dont les forces de gauche, et ainsi renforcer la « monarchie républicaine » qu'il souhaite mettre en place. Cette opinion, contredite par des éléments factuels, ne résume pas les conséquences du putsch. L'armée modernisée, recentrée sur ses missions d'intervention et dotée de la force de frappe quitte durablement la scène politique. La fin de la décolonisation libère la politique étrangère de la France. Fin avril, dans une lettre à son fils, de Gaulle énonce : « L'affaire d'Algérie crève un abcès qui, de toute manière, devait être vidé […] L'événement va, à cet égard, me permettre beaucoup de choses ».
Au niveau institutionnel, de Gaulle prend 25 décisions majeures grâce aux pleins pouvoirs conférés par l'article 16 de la Constitution de la Cinquième République française. À plus long terme, ce putsch et les attentats dont de Gaulle est l'objet lui donnent des arguments en faveur de la réforme institutionnelle de 1962 sur l'élection du président de la République au suffrage universel.

## Remarques
- L'expression « quarteron » avec le sens de « petit groupe de personnes » a été référencée avant son utilisation la plus fameuse, celle du général de Gaulle[56],[57]. Ainsi Louis Aragon parlait en 1958 d’un « quarteron de conjurés monarchistes »[58].
- À pied, à cheval et en voiture fait référence un film de 1957, avec Noël-Noël, Darry Cowl et Sophie Daumier, qui avait été très populaire en France. Elle fait aussi référence au poème de Jacques Prévert, En sortant de l'école (1946), devenu un classique de la chanson française. La formulation de Michel Debré avait donc, involontairement ou non, revêtu un côté facétieux, dans le but peut-être de montrer que les généraux « n'impressionnaient pas » le gouvernement.[réf. nécessaire]

## Filmographie
- La Guerre d'Algérie d'Yves Courrière et Philippe Monnier (1972), Reganne Films
- Avoir vingt ans dans les Aurès de René Vautier (1972)
- Le Crabe-tambour de Pierre Schœndœrffer (1977)
- Certaines nouvelles de Jacques Davila (réalisé en 1976, sorti en France en 1979, prix Jean-Vigo)
- Le Fusil de bois de Pierre Delerive[59], production Alizés Films, 1994
- Quand l'Algérie était française de Serge de Sampigny[60], 2006
- Au service de la France, Saison 2, Épisode 5 : Le Pouche d'Alexandre Courtes, 2018
- Dans la tête des quatre généraux ' ' C.Boutang, Ph Nahoun, David Cangardel

production SUB-TIL SARL   sub-til@wanadoo.fr